# Jaan Jüris
Jaan Juris (né le 23 juin 1977) est un sauteur à ski estonien.

## Palmarès

### Jeux olympiques
| Épreuve / Édition | Turin 2006 |
| Petit Tremplin    | 50e        |

### Championnats du monde
| Épreuve / Édition | Lahti 2001 | Val di Fiemme 2003 |
| Petit Tremplin    | 45e        | 38e                |
| Grand Tremplin    | 43e        | 43e                |

### Championnats du monde de vol à ski
| Épreuve / Édition | Vikersund 2000 | Harrachov 2002 | Planica 2004 |
| Individuel        | 46e            | 43e            | 48e          |

### Coupe du monde
- Meilleur classement final: 54e en 2003.
- Meilleur résultat: 15e.